# Lehtma
Lehtma is een plaats in de Estlandse gemeente Hiiumaa, provincie (en eiland) Hiiumaa. De plaats heeft de status van dorp (Estisch: küla).
Lehtma lag tot in oktober 2013 in de gemeente Kõrgessaare, daarna tot in oktober 2017 in de gemeente Hiiu en sindsdien in de fusiegemeente Hiiumaa.

## Bevolking
Het dorp had in 2000 nog maar 2 inwoners. In 2011 had Lehtma helemaal geen inwoners meer. Op 31 december 2021 waren het er weer 3.

## Geografie
Lehtma ligt aan de oostkant van het schiereiland Tahkuna, het meest noordelijke deel van het eiland Hiiumaa. Na de plaats Tahkuna is Lehtma het meest noordelijke dorp op het schiereiland. Het dorp heeft een haven, die door vissers en de pleziervaart wordt gebruikt. De haven is toegankelijk voor schepen met een lengte tot 100 meter en een diepgang tot ca. 5 meter. Er zijn faciliteiten voor douanecontrole. De haven is ijsvrij. In 2021  is de haven gesloten voor vrachtschepen.
Lehtma is het eindpunt van de Tugimaantee 82, de secundaire weg van Tareste naar Lehtma.
Een deel van Lehtma valt onder het natuurreservaat Tahkuna looduskaitseala (18,6 km²).

## Geschiedenis
Lehtma werd in 1816 voor het eerst genoemd als Lechtma Andrus, een boerderij op het landgoed van Kertel (Kärdla). De plaats werd pas in 1997 een zelfstandig dorp.
De haven is aangelegd tijdens de Eerste Wereldoorlog als onderdeel van de Zeevesting Keizer Peter de Grote, een reeks verdedigingswerken langs de kust van Estland. In 1914 was al een smalspoorlijn tussen de haven en de plaats Tahkuna aangelegd, een afstand van 6 kilometer. Met de spoorlijn werd materiaal vervoerd om een kustbatterij te bouwen op korte afstand van de haven. In de tijd van de Republiek Estland (1918-1940) werd de kustbatterij ontmanteld, maar in 1939 werd ze toch weer even opgebouwd. Het tracé van de spoorlijn is nog te volgen. In de jaren zeventig van de 20e eeuw liet Hiiu Kalur, de kolchoz van de vissers op Hiiumaa, de haven uitbouwen tot de grootste vissershaven van de regio.

## Foto's

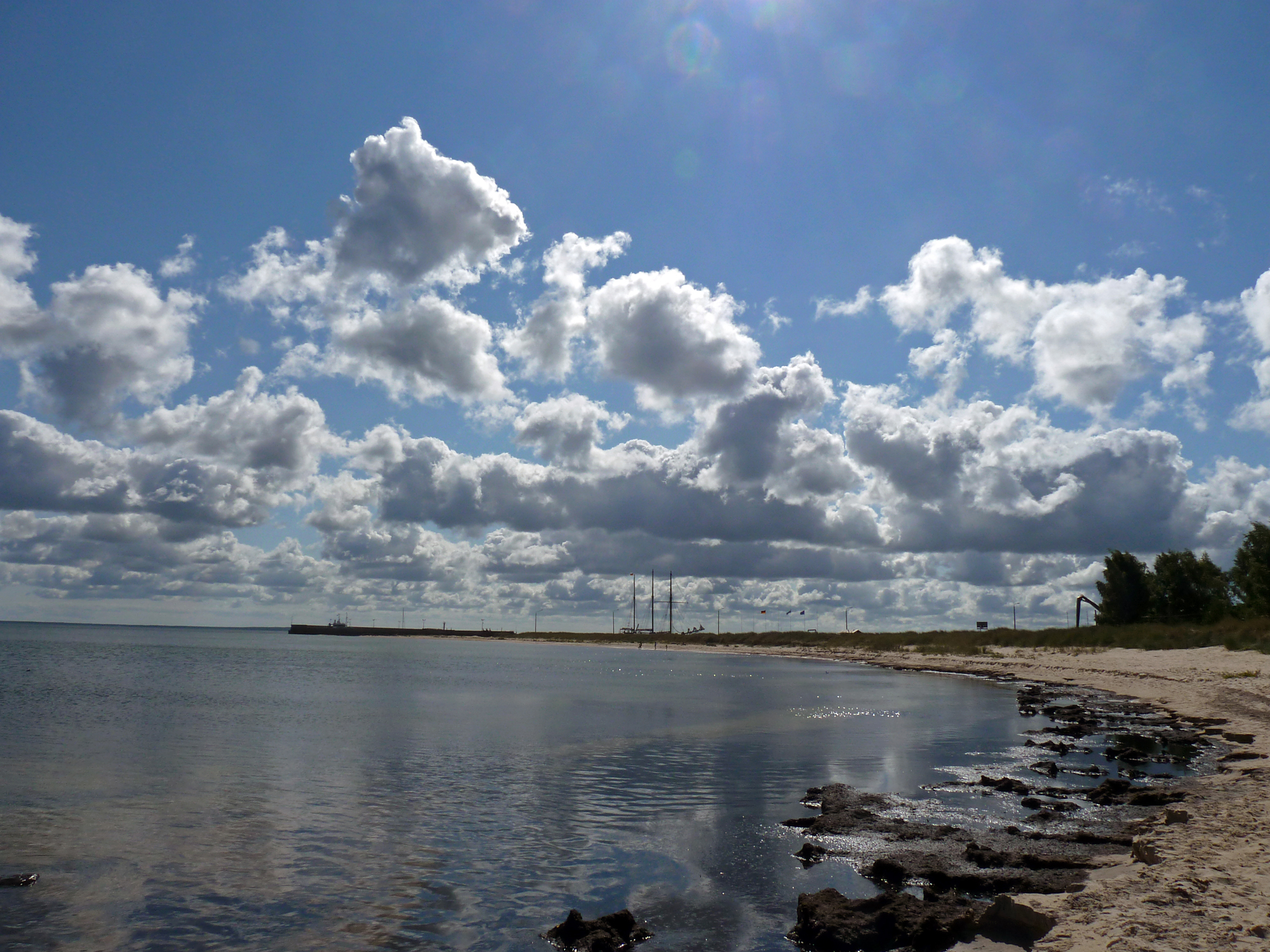
De haven van Lehtma
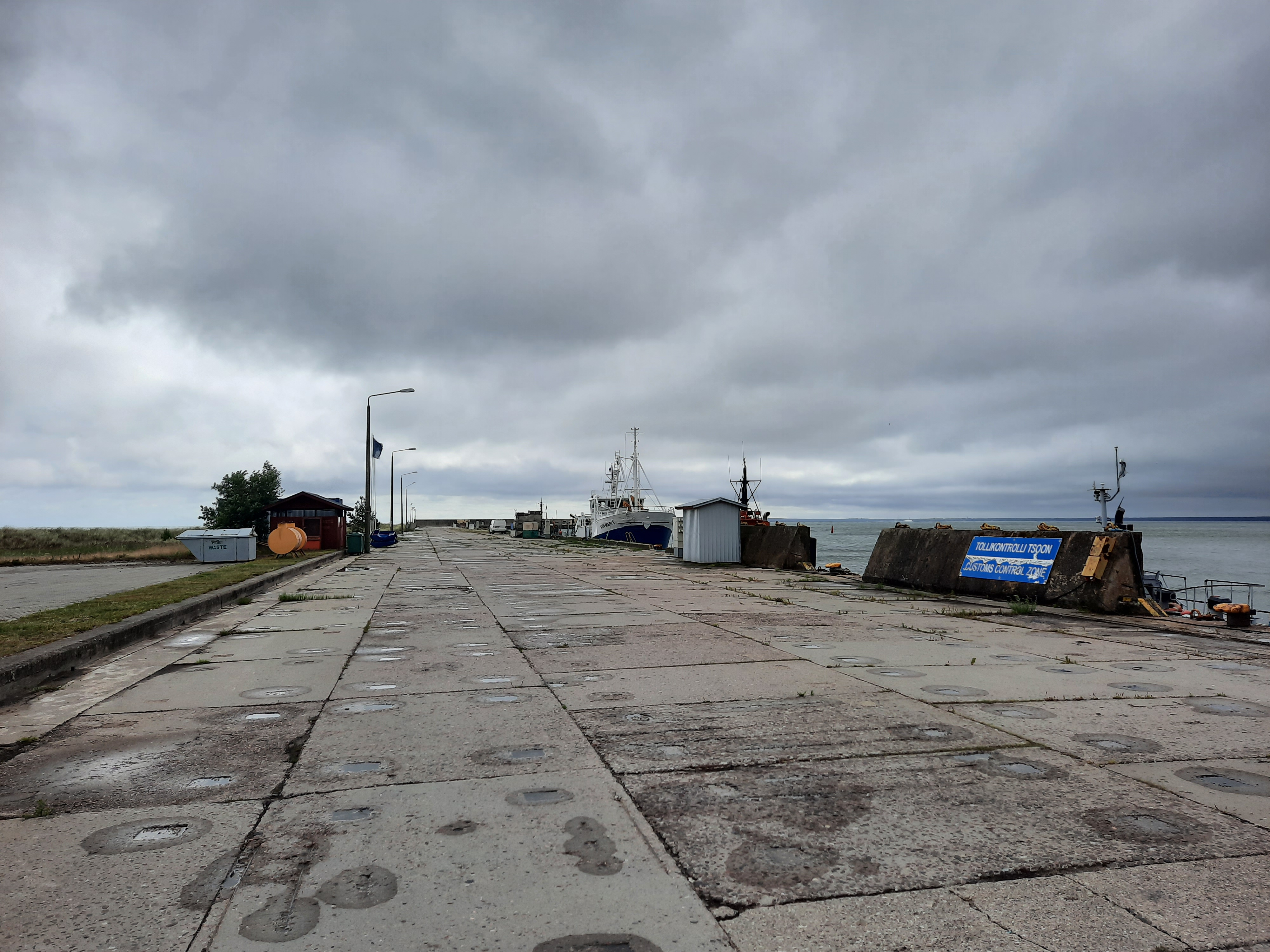
De kade
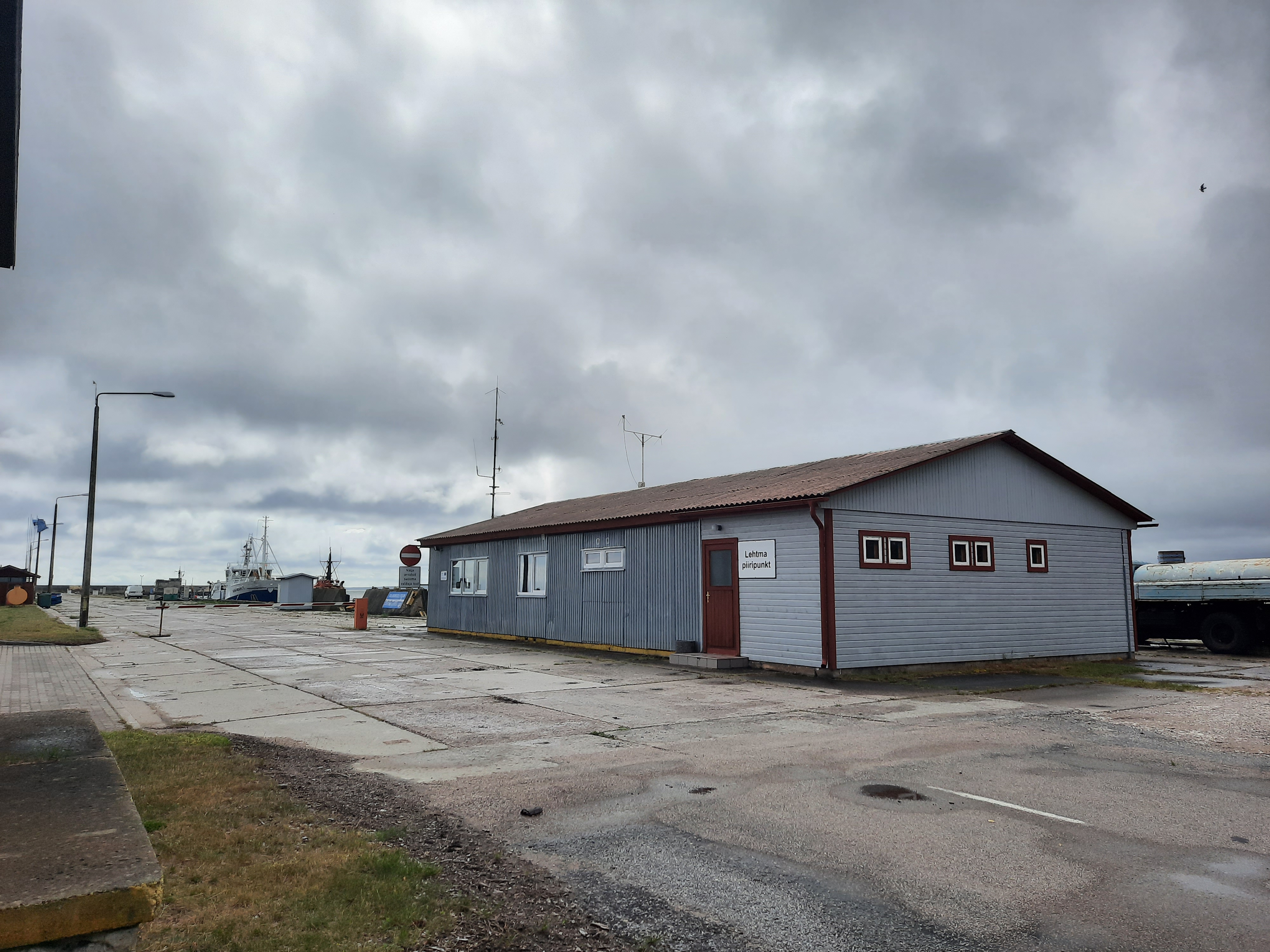
Kantoor